# Maya Eksteen

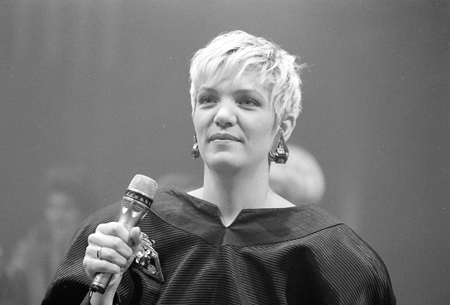
Maya Eksteen in 1990

Maya Eksteen (Amsterdam, 5 oktober 1958) is een Nederlandse presentatrice.
Eksteen werd bekend als presentatrice van het radioprogramma Radio Romantica bij Veronica. In 1988 kreeg ze haar eigen televisieprogramma Maya. In 1992 zat Eksteen ondertussen bij RTL 4 en presenteerde daar onder andere het programma Lief & Leed. In 1997-1998 presenteerde ze samen met Viola Holt De 5 Uur Show. 
In 2000 was Eksteen deelneemster aan het televisieprogramma Big Brother VIPS.
Tot eind 2010 was zij werkzaam als docente Nederlands op het Revius Lyceum Doorn.
Tussen begin 2011 en eind 2016 presenteerde Eksteen het radioprogramma "Utrecht is Wakker!" op Radio M Utrecht: op iedere werkdag 's ochtends. Begin 2017 ging ze 's middags het radioprogramma "Utrecht komt thuis" presenteren. Eind 2020 stopte ze hiermee. Ze werd opgevolgd door Jeroen Latijnhouwers. 
Na het stoppen van haar vaste baan bij Radio M Utrecht is ze nog wel werkzaam achter de schermen bij dit radiostation en is ze als invalster nog te horen op de zender.
In 2022 deed Eksteen mee aan het televisieprogramma De Alleskunner VIPS waar ze als 34ste eindigde.

## Televisie
Veronica:
- Veilig Vrijen (1987)
- Maya (1988)
- Milieulijn (1989-1990)
- Dag Tachtig (1990)

RTL 4:
- Lief & Leed (1992-1996)
- Het Beste van 4 (1996, 1997)
- Wat Een Familie (1996)
- Koffietijd (televisieprogramma) (invalpresentatrice, jaren '90)
- De 5 Uur Show (1997-1998)

RTL 5:
- Zoete Koek (1999)

## Radio
Veronica:
- Radio Romantica (1986)

Radio M Utrecht:
- Utrecht is Wakker! (2011-2016)
- Utrecht Komt Thuis (2017-2020)
- invalpresentatrice diverse programma's (2021-heden)